# Regain (fourrage)
Pour les articles homonymes, voir Regain.
Cet article court présente un sujet plus développé dans : Foin.
Le regain est l'herbe qui repousse dans les prairies après la fauche (au sens de premier foin) ou dit plus exactement après une première exploitation de l'herbe. Cette herbe est soit pâturée, soit fauchée à nouveau pour constituer des stocks de fourrage, suivant la stratégie fourragère de l'éleveur. Regain désigne aussi l'herbe qui repousse pour une troisième ou même quatrième coupe quand celle-ci est possible. Ces repousses comportent une proportion feuilles/tiges plus élevée pour ce qui concerne les graminées présentes et sont en général de meilleure qualité que la première coupe et de rendement plus faible.
Regain peut aussi désigner le foin séché lui-même.
Faire les regains est l'action de fenaison de ces coupes d'herbe supplémentaires.
Le terme est volontiers utilisé en littérature et fameux depuis le roman du même nom de Giono. Pour les professionnels, surtout en agriculture intensive, il tend à être désuet (on utilise les termes : second cycle, repousses, deuxième ou troisième coupe), Il n'apparaît pas dans des manuels agricoles populaires tels que Les grandes productions végétales de Soltner ou le Larousse de l'agriculture.